# Christoffer Tärnström
Christoffer Tärnström, född 20 maj 1711 i Funbo socken, död 4 december 1746 på ögruppen Pulo Candor, var en svensk botaniker, den förste av Linnés lärjungar.

## Biografi
Christoffer Tärnström var son till rusthållaren Andreas Ternström och Greta Bille. Han blev student vid Uppsala universitet 1724, där han läste teologi och naturvetenskap. Han prästvigdes 1739, blev filosofie kandidat 1745 och promoverades frånvarande till filosofie magister 1746. 1739 blev han skollärare i Östhammar och 1741 i Vaxholm.
Trots att han var teolog följde han med brinnande intresse under flera år sin fyra år yngre lärare Linnés undervisning. Tack vare sin ovanliga begåvning för botaniken hade han, enligt Linnés vitsord, "kommit så långt, att ingen i riket utom herr Kalm kan jämställas med honom".
Linné skaffade honom anställning som skeppspräst på Ostindiska kompaniets fartyg Calmar. I februari 1746 avseglade han mot Kina. Med sig på resan hade han en 14 punkter lång lista med önskemål från Linné, bland annat guldfiskar till drottningen Lovisa Ulrika och en tebuske till Linné själv. Tärnström kunde dock inte uppfylla någon av punkterna då han avled av feber på ön Pulo Candor utanför nuvarande Vietnams kust i december 1746.
Av hans dagbok fann Linné att dålig behandling ombord medverkat till hans förtidiga död. I ett brev till sin vän arkiater Bäck några år senare klagar Linné: "Våra naturkunniga få alltid en miserabel hytt och den värsta på skeppet, där de ligga som hundar, begabbas på resan och, då de komma ifrån landet, måste stå under tyranner och lära allt för dyrt, vad förmån det är att stå under en stor och nådig överhet." Ternströms exempel verkade också avskräckande på andra unga män, som annars gärna skulle ha velat göra samma resa.

## Eftermäle
Ternströms färd var dock inte helt förgäves. Han efterlämnade en värdefull journal över observationer som han gjort på resan. Linné hedrade hans minne genom att ge namnet Ternstroemia åt ett släkte som står tebusken nära.
Christoffer Tärnström fick ett eftermäle som blygsam och tillbakadragen. Efterlämnad dokumentation från den korta resan vittnar om flit och iakttagelseförmåga.